# Nephodia subbrunnea
Nephodia subbrunnea là một loài bướm đêm trong họ Geometridae.